# Salvador Sánchez Barbudo
Salvador Sánchez Barbudo (Jerez de la Frontera, 14 marzo 1857 – Roma, 28 novembre 1917) è stato un pittore spagnolo.

## Biografia
Nacque a Jerez de la Frontera, provincia di Cadice, in Spagna. Studiò presso la sua città nativa, a Siviglia e a Madrid. Successivamente si trasferì a Roma con D. José Juan Fernandez de Villavicencio e Marqués del Castrillo. Mentre era a Roma incontrò il pittore José Villegas Cordero dove lavorarono anche insieme, in seguito si unì a una comunità di pittori spagnoli tra cui vi era Vincente Poveda.
Dipinse soprattutto dipinti storici , tra cui una scena dell'ultimo atto di Amleto. Questa pittura vinse un premio durante l'Esposizione delle Belle Arti di Madrid nel 1886. Altri suoi dipinti: Vita Moderna, al Cafè, Il Suonatore di ghironda, Sala d'armi; La Puerpera; Il senatore veneziano; Sulla laguna; Costume veneziano del XV secolo (acquarello). Morì a Roma il 28 novembre 1917.

## Galleria d'immagini

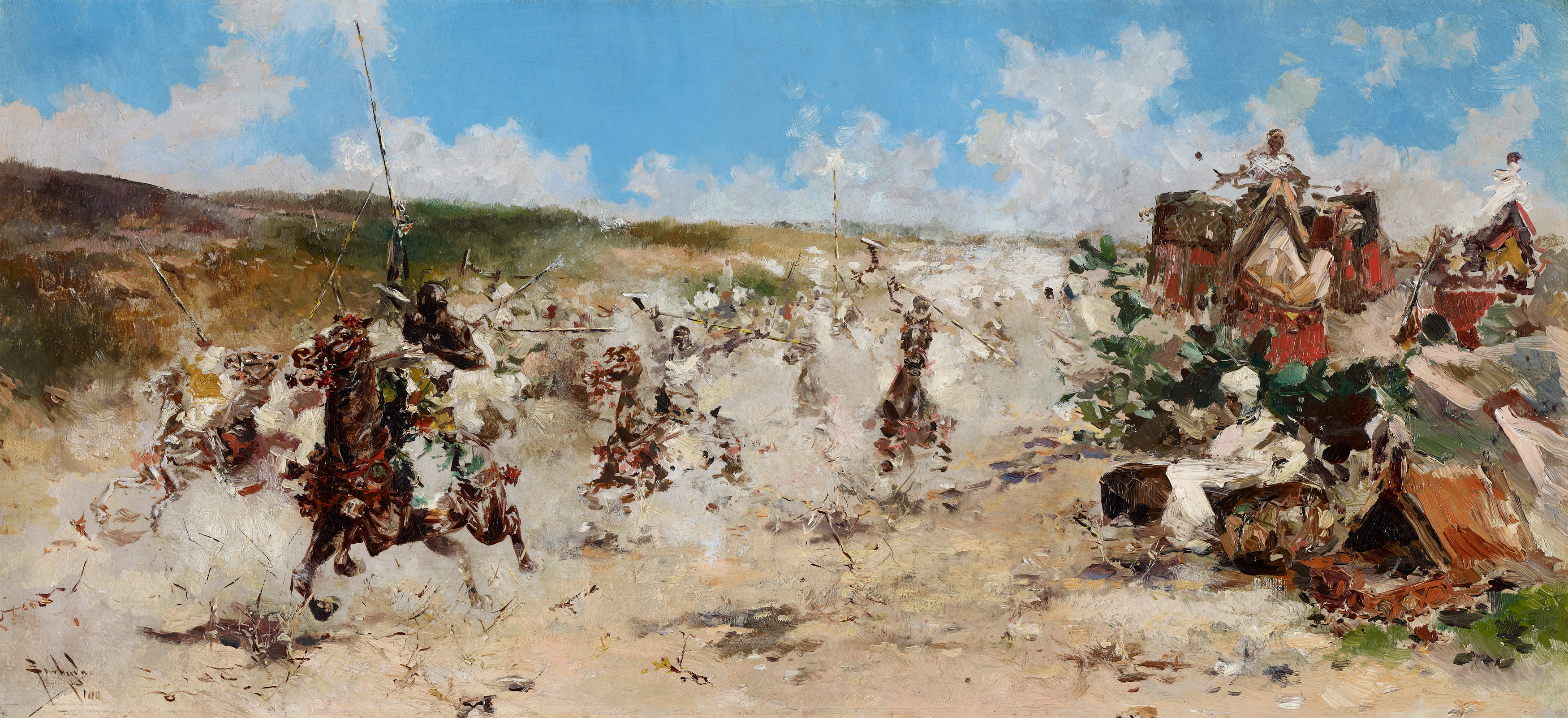
Polvere da sparo
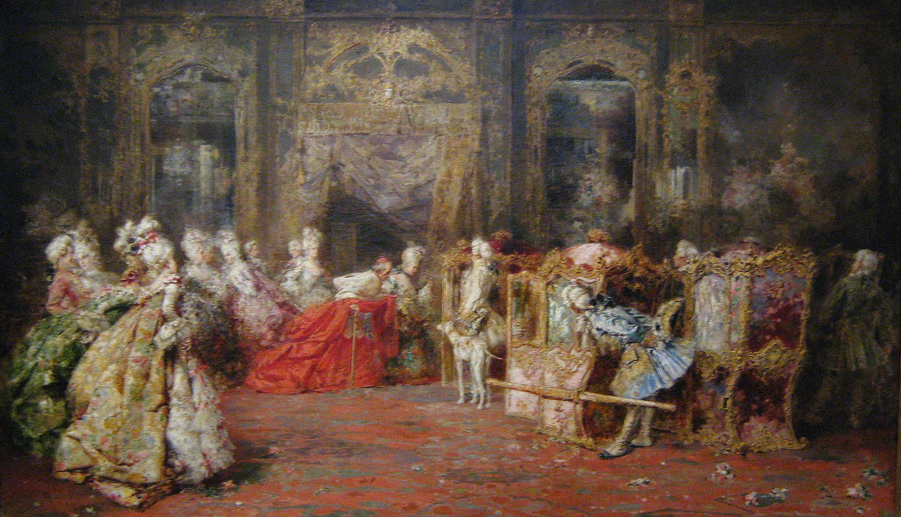
Ricevimento di un cardinale
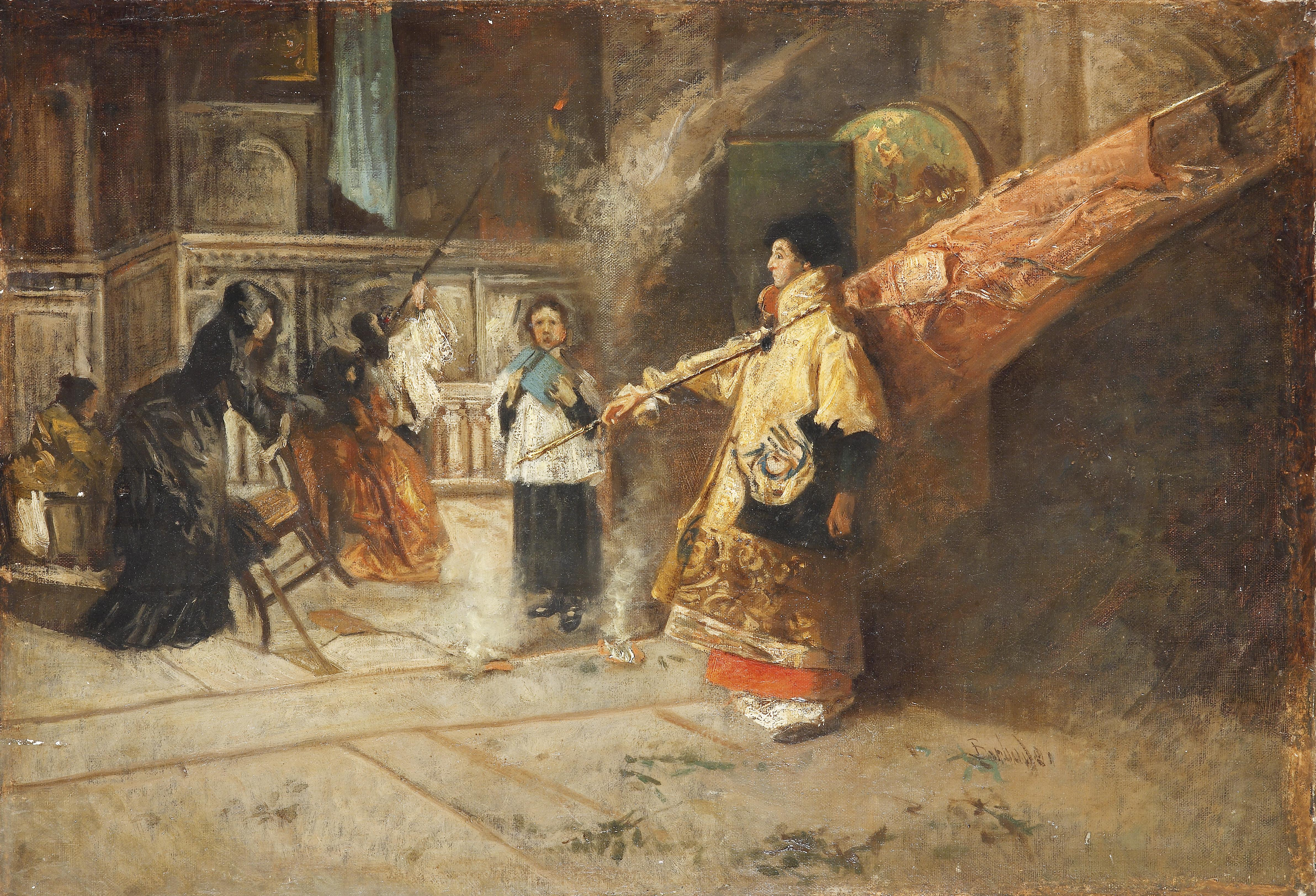